# Касе
Касе (фр. Cassés) насеље је и општина у јужној Француској у региону Лангдок-Русијон, у департману Од која припада префектури Каркасон.
По подацима из 2011. године у општини је живело 253 становника, а густина насељености је износила 34,75 становника/km². Општина се простире на површини од 7,28 km². Налази се на средњој надморској висини од 220 метара (максималној 323 m, а минималној 189 m).

## Демографија
| 1962. | 1968. | 1975. | 1982. | 1990. | 1999. | 2011. |
| ----- | ----- | ----- | ----- | ----- | ----- | ----- |
| 156   | 171   | 168   | 183   | 186   | 174   | 253   |

График промене броја становника у току последњих година